# Globe Life Field
Globe Life Field é um estádio localizado em Arlington, no estado do Texas nos Estados Unidos, foi inaugurado em 29 de maio de 2020 e é a casa do time de beisebol Texas Rangers da MLB, o estádio fica localizado na mesma região do antigo estádio do time, o Globe Life Park in Arlington, com capacidade para 40.300 espectadores.